# Вечерний Челябинск
«Вече́рний Челя́бинск» — газета, выпускающаяся в Челябинске с 31 декабря 1968 года. Первоначально — орган Челябинского горкома КПСС и исполкома городского Совета депутатов трудящихся. В советское время «Вечерний Челябинск» — одна из лучших городских газет РСФСР, почти ежегодно становилась призёром всесоюзных и республиканских конкурсов, отмечалась почётными грамотами СЖ СССР и журнала «Журналист». Тираж газеты за первые 20 лет вырос с 15 до 100 тысяч экземпляров. Многие сотрудники редакции стали лауреатами журналистских премий, 10 журналистам присвоено почётное звание Заслуженный работник культуры РСФСР и РФ. Фотокорреспондент газеты С. Г. Васильев — четырежды лауреат престижной международной премии «Золотой глаз». Журналисты А. И. Ляпустин, Н. И. Бетева, В. А. Огурцов, Н. С. Герасимов и др. стали собкорами центральных газет. В 1977 начато издание рекламного приложения, преобразованного позднее в газету «Челябинская неделя». С начала 1990-х — независимое издание. Во 2-й половине 1990-х газета стала центром ЗАО «Издательский дом „Вечерний Челябинск“». В структуру Издательского дома, выпускающего также справочную литературу, вошло рекламное агентство, сеть фирменных киосков в городе и области для распространения своей печатной продукции. Выходит 2 раза в неделю.